# Spigelia elsieana
Spigelia elsieana är en tvåhjärtbladig växtart som beskrevs av Francisco Javier Fernández Casas. Spigelia elsieana ingår i släktet Spigelia och familjen Loganiaceae. Inga underarter finns listade i Catalogue of Life.